# Урюпинский голубь
Урюпинский голубь — порода голубей, выведенная русскими голубеводами. Одна из современных пород синегрудых статных голубей, которая сформировалась за многие годы в городе Урюпинске.

## История
Ведущие голубеводы города Урюпинска на реке Хопёр сохранили все отличные лётные качества царицинских и других синегрудых, придав им более впечатляющий внешний вид путём изменения фигуры и увеличения оперенности ног. Из простого вислокрылого царька сделали эффектно смотрящегося трясуна.

## Полет
Полет высотный, большими кругами, может длиться 3-6 часов и более. В содержании неприхотливы, отлично высиживают и кормят птенцов.

## Стандарт

### Общий вид
Средних размеров, стройно сложенная фигура трясуна с широким высоко поднятым хвостом и оперенными ногами.

### Расовые признаки
- Голова: небольшая, круглая, без чуба, как бы очерчена одной плавной линией по дуге.
- Глаза: средней величины, выразительные, зрачок темный, радужная оболочка телесно-розового цвета с множеством более темных точек, веко телесно-розоватого цвета, узкое.
- Клюв: средней длины (14—16 мм) и толщины, хорошо сомкнут, светло-рогового цвета, со лбом составляет почти прямую, восковицы слабо развиты, хорошо прилегают к клюву, белые, гладкие.
- Шея: средней длины, полная, с изгибом назад и подтрясом у головы заужена и плавно сопрягается с грудью, плечами и спиной.
- Грудь: широкая (80—90 мм), выпуклая, слегка приподнята.
- Спина: закороченная, в плечах широкая, чуть покатая к хвосту.
- Крылья: средней длины, опущены ниже хвоста (вислокрылые) почти касаются земли, маховые перья широкие, упругие и хорошо собраны.
- Хвост: средне приподнят, плоский у конца шире груди,  состоит из 12—18 перьев, хорошо собранный, иногда с незначительным овалом.
- Ноги: короткие, хорошо оперенные, концы пальцев розового цвета, когти белые.

### Цвет и рисунок
Сине-белый, рисунок сорочий. В синий цвет окрашены голова, шея, грудь, верхняя часть щитка и хвост; в белый — крылья, живот и ноги; в светло-голубой (почти белый) — раздел на спине около хвоста (репица). Вся окраска сочных цветов на голове, шее, груди и хвосте более темная. Предпочтение отдается светло-синим тонам (голубым). На шее и груди имеется металлический отлив сине-фиолетового цвета.

### Мелкие допустимые недостатки
- узкий или овальной формы хвост,
- короткая шея,
- незначительная гранность головы,
- длинный, тонкий клюв,
- наличие мелких белых перьев у глаз, под клювом и в подхвостье.

### Крупные недопустимые недостатки
- наличие белых перьев в хвосте,
- на голове, груди и шее белых пятен,
- цветные перья среди маховых в крыле, на ногах и животе,
- большие заходы цветных перьев на крылья или наличие черных перьев на щитках (пояса),
- опущенный или очень узкий хвост,
- наличие чуба,
- неоперенные ноги,
- разноглазость,
- шея без подтряса,
- темные или оранжевые глаза.